# Tomobella andasibe
Tomobella andasibe is een spinnensoort in de taxonomische indeling van de springspinnen (Salticidae).
Het dier behoort tot het geslacht Tomobella. De wetenschappelijke naam van de soort werd voor het eerst geldig gepubliceerd in 2006 door Maddison & Zhang.

## Voorkomen
De soort komt voor op Madagaskar.